# La grande vita
La grande vita è un film del 2001 diretto da Antonio Cuadri.
Il film ha dato grande notorietà all'attrice Salma Hayek, protagonista della pellicola.

## Trama
Martin è tanto disperato da volersi suicidare ed un suo amico gli fa una proposta: farsi dare un sacco di soldi dagli strozzini, godersi la vita per un po' e, solo a quel punto, abbandonare la valle di lacrime. Martin accetta, riesce ad avere i soldi e comincia a fare la gran vita. Ma quando Martin incontra la cameriera Lola e se ne innamora, tutto cambia. Quando gli strozzini cominciano a rivolere indietro i soldi, l'aspirante suicida ha cambiato idea. Però, in qualche modo, occorre sparire...